# Jammu Cantonment
Jammu Cantonment é cidade no distrito de Jammu, no estado indiano de Jammu e Caxemira.